# Центрум (станция метро)
«Центр» (пол. Centrum) — 12-я станция Варшавского метрополитена. Строительство началось по решению Рады Народовой Польши от 16 декабря 1983 года. Открыта 26 мая 1998 года при продлении линии M1 на один перегон. Расположена под Парадной площадью.

## Вестибюли
Станция имеет два вестибюля: наземный и подземный. Первоначально вестибюли планировалось построить в форме пирамид.

## Архитектура и оформление
«Центр» — двухэтажная станция неглубокого заложения с боковыми платформами. На нижнем уровне расположена собственно станция, на более высоком уровне — галерея бутиков. Стены станции облицованы коричневато-жёлтой керамической плиткой, вдоль которых установлены деревянные двухместные сидения. Потолок и колонны окрашены в тёмно-синий цвет.
Освещение станции осуществляется при помощи ряда двойных галогеновых светильников, а также из-за карниза над платформой. Также станция освещается светильниками, расположенными над торговой галереей на верхнем ярусе.

## Путевое развитие
За станцией расположен противошёрстный съезд. До 2013 года он был пошёрстным.
Также от 2-го пути ответвляется ССВ к линии 2, которая была построена также в 2013 году. До того времени под ССВ был только задел — тоннель без путей.

## Галерея
- Северный вестибюль
- Поезд Alstom Metropolis на станции
- Торговая галерея на втором этаже станции